# Zsófia Kovács (ginasta)
Zsófia Kovács (nascida em 6 de abril de 2000) é uma ginasta artística húngara que competiu nos Jogos Olímpicos de 2016 e 2020. Ela é a medalhista de prata de individual geral do Europeu de 2017 e a campeã do Europeu de 2020 no salto e nas barras assimétricas.

## Carreira na ginástica

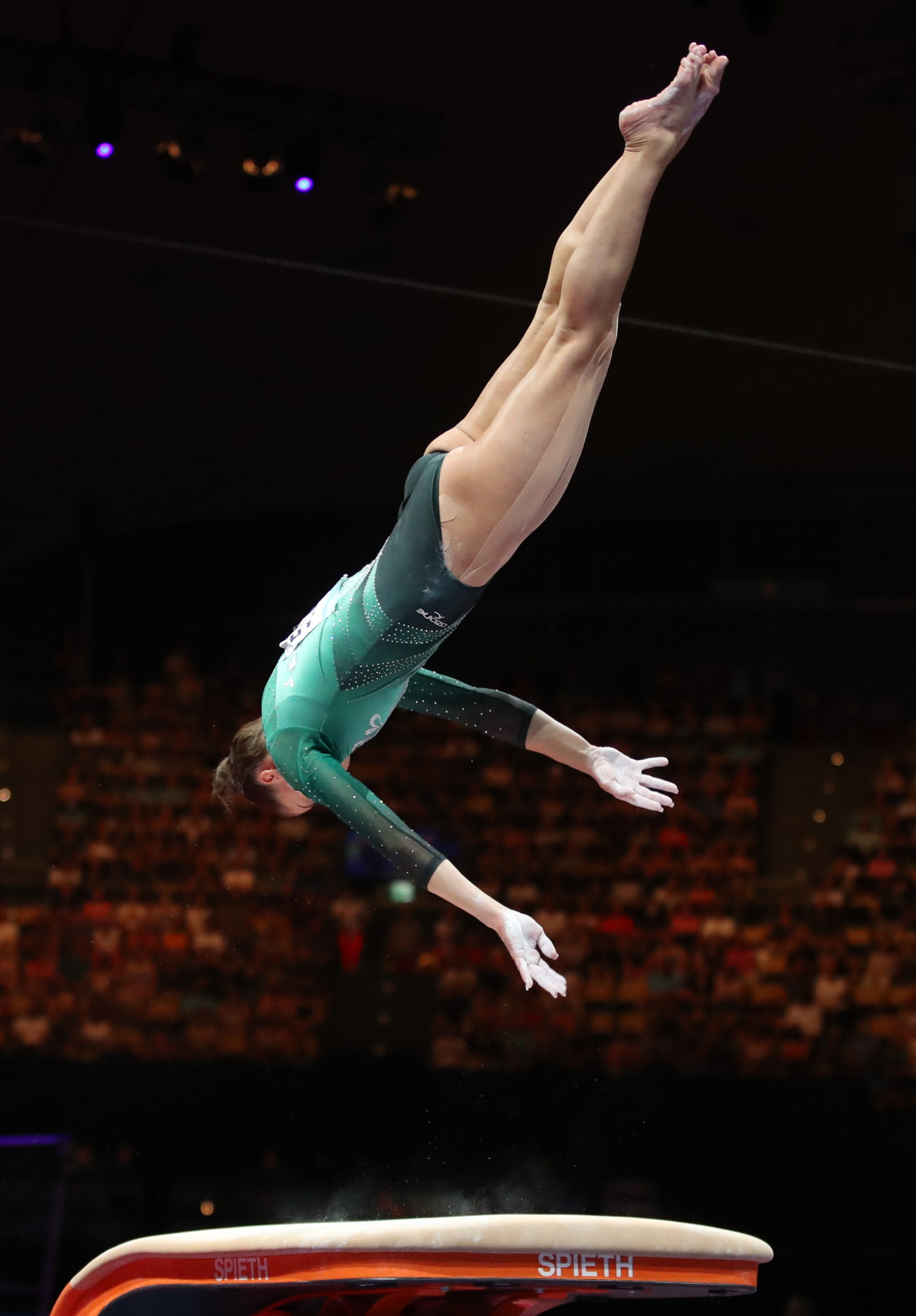
Zsófia Kovács no Campeonato Europeu em 2022.

Ainda em 2016, atuou na Bundesliga Alemã de Ginástica (primeira liga) pela equipe TZ DSHS Köln. No segundo dia de competição, ela mostrou o melhor desempenho geral de todas as ginastas. No Campeonato Europeu de Ginástica de 2017 em Cluj-Napoca, ela ganhou a medalha de prata no individual geral, tornando-se a primeira mulher húngara a subir ao pódio desde que Adrienn Varga o fez em 1998, quando ganhou no salto. Durante esses campeonatos, Kovács também se classificou para três finais individuais, onde terminou em 6º lugar no salto, barras assimétricas e trave de equilíbrio.
Em 2020, Kovács obteve grande sucesso durante o Campeonato Europeu de Mersin, onde conquistou a medalha de bronze com sua equipe. Seus outros membros da equipe incluíam Csenge Bácskay, Dorina Böczögő, Mirtill Makovits e Zója Székelya. A colocação da equipe húngara no pódio foi a primeira vez na história do Campeonato Europeu. Ela também se tornou a campeã do salto e das barras assimétricas com pontuações de 14.050 (a pontuação média de 14.350 e 13.750) e de 13.850, respectivamente.